# كارثة سد بينتو رودريغس
كارثة سد بوينتورودريغيز ؛ كارثة سد ماريانا هي حادثة وقعت في 5 نوفمبر 2015، اثر تحطم سد يستخدم لتخزن قمامة وبقايا عمليات التنقيب في أحد المناجم بمحيط مدينة ماريانا الواقعة جنوب شرق ولاية ميناس جيرايس بالبرازيل. وأغرقت المنازل بقرية بوينتو رودريغيز في أوحال حمراء سامة مما خلف 17 قتيلا و16 جريحا على الأقل.
طفى نحو 60 مليون متر مكعب من مخلفات الحديد الخام فوق نهر دوس. وبعد 17 يوما من الكارثة بلغت التدفقات الوحلية الحمراء المحيط الأطلسي ولم يتضح بعد التأثير الكلي والآثار البيئية لهذه الكارثة على النهر والشواطئ القريبة من مصبه، ولا على الحياة البرية. وقد وصف هذا الحادث بأنه أسوأ كارثة بيئية في تاريخ البرازيل.
تعود ملكية السد لشركة سماركو وهي مشروع مشترك بين فيل وبي اتش بي بيليتون. وكرد فعل فوري تم الحكم على الشركة بدفع غرامة تقدر ب265 مليون دولار كتعويضات. وتظل أسباب هذه الكارثة مجهولة رغم بعض التكهنات التي أفادت بأن السبب هو وجود اختلالات في بنية السد وهو ما ذكرته السلطات البرازيلية في تقرير لها عام 2013. لكن شركة بي اتش بي بيليتون نفت هذا، وما زال التحقيق جاري لتحديد أسباب الحادث.